# Albatros D.II
Albatros D.II là một loại máy bay tiêm kích của Đức trong Chiến tranh thế giới I.

## Quốc gia sử dụng
Austria-Hungary
 German Empire
- Luftstreitkräfte

 Ba Lan
- Không quân Ba Lan

 Thổ Nhĩ Kỳ
- Không quân Ottoman

## Tính năng kỹ chiến thuật (D.II)
Đặc điểm tổng quát
- Kíp lái: 1
- Chiều dài: 7,40 m (23 ft 3,5 in)
- Sải cánh: 8,50 m (27 ft 11 in)
- Chiều cao: 2,59 m (8 ft 6 in)
- Diện tích cánh: 24,5 m² (264 ft²)
- Trọng lượng rỗng: 637 kg (1.404 lb)
- Trọng lượng có tải: 888 kg (1.958 lb)
- Động cơ: 1 × Mercedes D.III, 120 kW (160 hp)

 Hiệu suất bay 
- Vận tốc cực đại: 175 km/h (95 kn, 110 mph)
- Trần bay: 5.180 m (16.990 ft)
- Vận tốc lên cao: 3 m/s (596 ft/phút)
- Thời gian bay: 1,5 h

Trang bị vũ khí

- 2 × súng máy lMG 08 (ban đầu) hoặc LMG 08/15 (sau này) 7,92 mm (.312 in)